# Турбал Олена Анатоліївна
Олена Анатоліївна Турбал (нар. 28 серпня 1984, Київ, УРСР) — українська теле-, кіно- та театральна акторка.

## Життєпис
Олена Турбал народилася 28 серпня 1984 року в Києві. 
У 2006 році закінчила факультет кіно і телебачення Київський національний університет театру, кіно і телебачення ім. Карпенка-Карого (курс Леоніда Мужука). 
Акторка Київського драматичного театру «Браво». 
Працювала співведучою в програмі «Педан-Притула Шоу» (Новий канал, Україна, 2013).

## Ролі в театрі
Центр творчості дітей та юнацтва
- Маша — «Лускунчик»
- Мавка — «Лісова пісня»

Київський театр «Браво»
- Бріжжіт — «Токуючі метелики»

## Фільмографія
- 2017 — «Біле-чорне» (у виробництві)
- 2017 — Двигун внутрішнього згоряння
- 2017 — «Знай наших»
- 2017 — «Спокуса»
- 2017 — «Вибираючи долю» — Ліза (Немає в титрах)
- 2016 — «Вікно життя»
- 2016 — «Хірургія. Територія любові» — Настя, медсестра
- 2016 — «Весільна сукня» — Лія, партнерка Вадима
- 2016 — «Підкидьки» — Маша Чуднова
- 2016 — «Пацики» — Марфа
- 2016 — «Ніч святого Валентина» — Лєра, головна роль
- 2016 — «Заборонене кохання» —
- 2016 — «Бебі-бум» — Люся Мартиненко, повія
- 2015 — «Заради кохання я все зможу» — Женя
- 2015 — «Безсмертник» — медсестра в клініці Сомова
- 2014 — «Таємне місто-2» — Фіма (Немає в титрах)
- 2014 — «Поки станиця спить» — Тетяна, гувернантка Колєванова
- 2014 — «Небезпечне кохання» — Христина, дівчина Філа
- 2014 — «Особиста справа» — Жанна Сіняєва, стриптизерка
- 2014 — «Будинок з ліліями» — Аня
- 2014 — «Дворняжка Ляля» — Жанна
- 2014 — «Горчаков» — Марійка, медсестра (немає в титрах)
- 2013 — «Я думав, ти будеш завжди» — Марина
- 2013 — «Шулер» — Таня
- 2013 — «Нюхач» — стюардеса
- 2013 — «Подвійне життя» — Галя
- 2013 — «Квиток на двох» — епізод
- 2012 — «Щасливий квиток» — подруга Гоші
- 2012 — «Коханець для Люсі» — Ліля
- 2012 — «Особисте життя слідчого Савельєва» — Неллі Гурова, наречена
- 2012 — «Лист очікування» — Катя, медсестра
- 2012 — «Історії графомана» — блондинка
- 2012 — «Жіночий лікар» — Наталка, дочка Бондарєва
- 2011 — «Чемпіони з підворіття» — блондинка
- 2011 — «Три сестри» — Головна роль
- 2011 — «Темні води» — лікар УЗД
- 2011 — «Танець нашого кохання» — Наталка
- 2011 — «Свати-5» — Інна Борисівна, ріелтор
- 2011 — «Моє нове життя» — Марта
- 2011 — «Ластівчине гніздо» — Женя, Королева краси
- 2011 — «Картина крейдою» — вагітна заручниця
- 2011 — «Повернення Мухтара-7» — Людмила Самсонова
- 2010 — «Сусіди» — Наталка, подруга Олени
- 2010 — «Маршрут милосердя»
- 2010 — «Демони» — стриптизерка-«медсестра»
- 2010 — «Брат за брата» — епізод (немає в титрах)
- 2009 — «Територія краси» — медсестра
- 2009 — «Згідно із законом» — Марія Шлапак
- 2008 — «Хороші хлопці» — Марина
- 2007 — «Під знаком Діви» — Лєночка
- 2006 — «Про це краще не знати» — епізод
- 2003 — «12 копійок» — Янка, головна роль